# Achelia discoidea
Achelia discoidea är en havsspindelart som först beskrevs av Excline, H. 1936.  Achelia discoidea ingår i släktet Achelia och familjen Ammotheidae. Inga underarter finns listade i Catalogue of Life.